# Bold d'Austin
Maillots
Dernière mise à jour : 13 décembre 2021.
Le Bold d'Austin (en anglais Austin Bold) est une équipe américaine de soccer participant au USL Championship de 2019 à 2021 et basée à Austin dans le Texas. En 2022, le club est en pause afin de trouver une nouvelle ville hôte après le départ d'Austin annoncé le 12 décembre 2021.

## Histoire

### Plus de trente ans de soccer à Austin
Le soccer à Austin a des origines profondes mais relativement récentes. C'est en 1987 que la ville connaît ses premières expériences avec le haut niveau quand le Thunder d'Austin commence ses activités dans la Lone Star Soccer Alliance (LSSA), une ligue régionale de niveau semi-pro. Bien peu est connu au sujet du Thunder, néanmoins, il est connu qu'il remporte le championnat en 1989 et atteint la finale deux ans plus tard avant d'être dissout à l'issue de la saison 1992.
En parallèle, dans la SISL organisée par les United Soccer Leagues, organisation concurrente de la LSSA dans le sud du pays, les Sockadillos d'Austin sont créés pour participer au championnat de soccer en intérieur à compter de la saison 1987-1988. Dès 1989, la ligue organise un championnat en extérieur auquel prennent part les Sockadillos qui alternent alors intérieur et extérieur au gré des saisons. En 1990, le club est vendu à un groupe d'investisseurs du nom de Austin Capital Soccer Club. Bien que ce changement de propriétaires n'amène pas de résultats sportifs dans un premier temps, cela permet à l'équipe de se professionnaliser sous un nouveau nom, Austin Lone Stars, en USISL en 1994 puis pleinement dès 1997 après un retour au niveau semi-pro pendant deux saisons en 1995 et 1996. En USL D3 Pro League à partir de 1997, Austin renoue avec le professionnalisme connu en 1994 et se qualifie trois fois en quatre ans pour les séries éliminatoires de fin de saison, atteignant le stade des demi-finales en 1998, avant de cesser ses activités à l'issue de la saison 2000.
Après cette première expérience de soccer professionnel en ville, le Lightning d'Austin est fondé en 2002 afin de ramener ce sport au cœur du Texas. La nouvelle équipe évolue alors en Premier Development League (PDL), la quatrième division du soccer nord-américain connue par les Sockadillos en 1995 et 1996. Actif entre 2002 et 2007, ce club ne se qualifie jamais pour les séries éliminatoires et met un terme à ses opérations dans l'anonymat après l'été 2007.
La saison suivante, en 2008, le Stampede d'Austin découvre à son tour la PDL avant d'être racheté par l'Aztex d'Austin qui prépare sa première saison professionnelle en 2009 en USL-1,. En octobre 2010, seulement deux ans après son installation à Austin, la franchise déménage à Orlando en Floride avec la Major League Soccer en ligne de mire.
Un an seulement se passe avant que le soccer ne soit de retour dans la grande ville du centre du Texas lorsque l'Aztex d'Austin est fondé en 2011 en reprenant le nom de son prédécesseur, un actionnaire minoritaire de celui-ci étant désormais majoritaire dans la nouvelle mouture de l'Aztex,. En trois saisons en Premier Development League, la quatrième division, le nouvel Aztex se qualifie à chaque fois pour les séries éliminatoires et décroche le titre de la ligue en 2013, en plus d'atteindre la finale de conférence en 2012 et 2014. Ce succès sportif facilite le passage du club en troisième division puisqu'il rejoint la United Soccer League pour la saison 2015. Si les résultats diffèrent du niveau semi-pro, l'événement marquant de cette saison 2015 est l'épisode d'inondations qui touchent le Texas et l'Oklahoma en mai 2015 et rendent impraticable le House Park, domicile de l'Aztex qui met temporairement fin à ses activités à l'issue de la saison pour trouver un nouveau stade avant de disparaître définitivement en 2017, faute de solutions.
Une équipe aux influences honduriennes s'installe à son tour en ville sous le nom des Lobos de Central Texas mais n'évolue que dans des championnats régionaux de la Sun Belt.

### Le Bold et l'Austin FC se disputent le marché sportif de la ville
Le 9 août 2017, le Bold est né et rejoint le USL Championship pour sa saison 2019. Son premier entraîneur, le Brésilien Marcelo Serrano, ses premiers joueurs (Kléber, Marcelo Saragosa et Edson Braafheid) sont présentés, tout comme le logo et le nom officiel du club. Son actionnaire majoritaire et président, l'entrepreneur Bobby Epstein, fait un retour dans le soccer professionnel à Austin puisqu'il faisait partie des propriétaires de la deuxième version de l'Aztex d'Austin lorsqu'il accèda au professionnalisme en 2015. À l'automne 2018, quelques mois avant les premiers pas de la nouvelle franchise en USL Championship, la construction du Bold Stadium sur le site du Circuit des Amériques débute.
Le projet d'un nouveau club à Austin fait couler beaucoup d'encre puisque peu après la naissance du Bold, Anthony Precourt, propriétaire du Crew de Columbus, pensionnaire de Major League Soccer, annonce son intention de déménage la franchise de l'Ohio à Austin et ce, dès la saison 2019 de MLS. En août 2018, Precourt présente aux médias le nom et les couleurs de la future équipe de la ville, l'Austin FC. En raison de la difficulté à opérer une franchise de divisions inférieures en présence d'un club de Major League Soccer en ville, le propriétaire du Bold, Bobby Epstein, se lance dans une campagne de lobbying pour contrer l'arrivée de l'Austin FC en demandant un vote populaire sur le financement public du stade de l'AFC. Mais, au mois de décembre suivant, l'Austin FC officialise un accord avec la municipalité pour la construction d'un nouveau stade en centre-ville tandis que celui du Bold se situe en banlieue, mettant en péril la stabilité financière à moyen terme de l'organisation de USL Championship.

### Difficile implantation et concurrence de la MLS
Après une pré-saison au Texas, le Bold d'Austin commence sa saison régulière en USL Championship le 9 mars 2019 contre les Lights de Las Vegas au Nevada et obtient le point du match nul (0-0). La semaine suivante, Kléber inscrit le premier but de l'histoire de la franchise dans une défaite 2-1 contre le Reno 1868 FC. C'est à l'occasion de l'inauguration de leur nouveau stade, le Bold Stadium, que l'équipe texane s'impose pour une première historique, de nouveau grâce à une réalisation de Kléber. Cette première saison d'existence se conclut par une huitième place dans la Conférence Ouest, permettant une participation aux séries éliminatoires. Le LA Galaxy II est vaincu au premier tour avant que le Rising de Phoenix ne mette fin au parcours du Bold le 26 octobre.
Le Bold peine à s'imposer sur le plan sportif et l'arrivée de l'Austin FC en 2021 n'augure pas de bons présages quant à l'avenir de la franchise de USL Championship. Ainsi, au cours de l'été 2021, des articles de presse font savoir que les dirigeants songent à déménager l'équipe à l'issue de la saison, en raison du succès commercial de son concurrent de MLS. En octobre, le nom de Fort Worth est avancé comme une potentielle destination pour le Bold. La ligue approuve finalement un changement de propriétaires et une relocalisation du club le 12 décembre 2021, précisant que l'équipe devrait rester au Texas mais sans pour autant donner plus de détails sur la destination exacte.

## Palmarès et records

### Palmarès
| Compétitions nationales | Compétitions internationales | Trophées mineurs                       |
| - Vierge                | - Vierge                     | - Copa Tejas (1) : - Vainqueur : 2019. |

### Bilan par saison
| Saison | Niv.     | Ligue            | Saison régulière | Saison régulière | Saison régulière | Saison régulière | Saison régulière | Saison régulière | Saison régulière | Position | Position | Séries USL Championship       | US Open Cup    | Affl. moy. saison régulière | Affl. moy. séries éliminat. |
| Saison | Niv.     | Ligue            | M                | V                | N                | D                | BP               | BC               | Pts              | Conf.    | Ligue    | Séries USL Championship       | US Open Cup    | Affl. moy. saison régulière | Affl. moy. séries éliminat. |
| ------ | -------- | ---------------- | ---------------- | ---------------- | ---------------- | ---------------- | ---------------- | ---------------- | ---------------- | -------- | -------- | ----------------------------- | -------------- | --------------------------- | --------------------------- |
| 2019   | 2        | USL Championship | 34               | 13               | 9                | 12               | 53               | 52               | 48               | 8e/18    | 16e/36   | Quart de finale de conférence | Quatrième tour | 2 395                       | 2 656                       |
| 2020   | 2        | USL Championship | 16               | 5                | 7                | 4                | 30               | 27               | 22               | 11e/18   | 20e/35   | Non qualifié                  | Annulée        | N/A                         | N/Q                         |
| 2021   | 2        | USL Championship | 32               | 10               | 12               | 10               | 32               | 42               | 42               | 6e/7     | 17e/31   | Non qualifié                  | Non tenue      | N/A                         | N/Q                         |
| 2022   | En pause | En pause         | En pause         | En pause         | En pause         | En pause         | En pause         | En pause         | En pause         | En pause | En pause | En pause                      | En pause       | En pause                    | En pause                    |

### Meilleurs buteurs par saison
| Saison | Meilleurs buteurs | Meilleurs buteurs |
| Saison | Joueurs           | Buts              |
| ------ | ----------------- | ----------------- |
| 2019   | André Lima        | 17                |
| 2020   | Billy Forbes      | 7                 |
| 2021   | Xavier Báez       | 6                 |

## Logo et couleurs

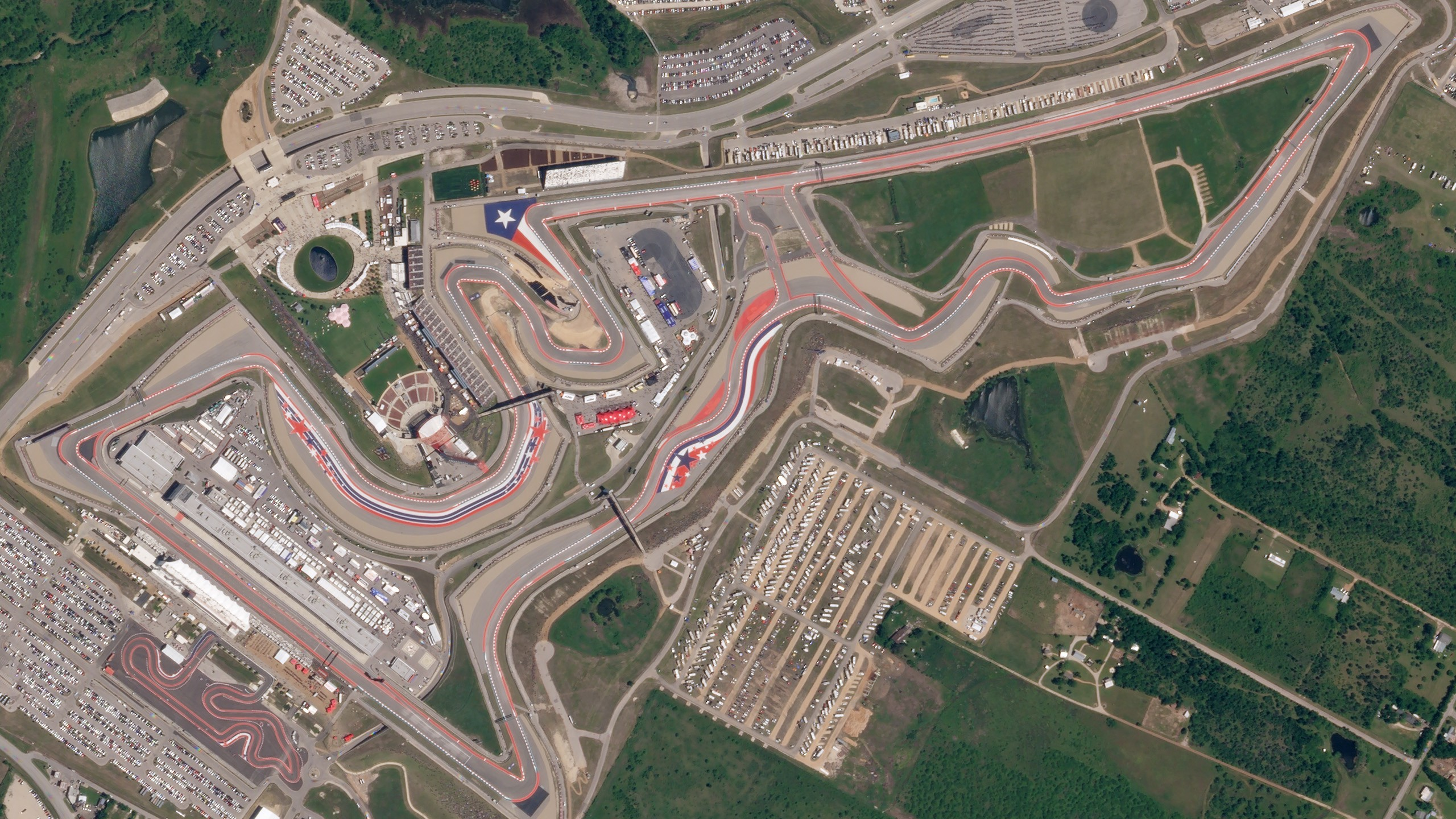
Le Circuit des Amériques vu du ciel en 2018.

Le logo dévoilé lors du lancement du club le 3 août 2018 arbore le nom de la franchise en son sommet. La lettre « B » est dessinée avec deux lignes, représentant d'un côté les joueurs de l'équipe et, de l'autre, les supporteurs. Le design fait également référence à la tour d'observation du Circuit des Amériques où se situe le nouveau stade, domicile du Bold. Le jaune doré et le bleu turquoise symbolisent quant à eux la chaleur et les rivières du Texas. Un format de type badge est enfin utilisé pour ce logo.

## Stade
L'équipe joue ses rencontres à domicile au Bold Stadium, nouvelle enceinte dédiée au soccer située dans le complexe global du Circuit des Amériques utilisé pour la Formule 1. D'une capacité de 5 000 spectateurs, le premier coup de pelle pour sa construction est donné en octobre 2018.
Le 30 mars 2019, le stade est inauguré devant 5 803 spectateurs à l'occasion d'une rencontre contre le San Antonio FC, le Bold l'emportant 1-0 grâce à une réalisation de Kléber contre les voisins texans dans le cadre du USL Championship.

## Personnalités historiques

### Entraîneurs
Le tableau suivant présente la liste des entraîneurs du club depuis 2019.
| Rang | Entraîneur      | Nationalité | Début            | Fin              | Matchs | Victoires | Nuls | Défaites | % victoires | Palmarès |
| ---- | --------------- | ----------- | ---------------- | ---------------- | ------ | --------- | ---- | -------- | ----------- | -------- |
| 1    | Marcelo Serrano | Brésil      | 3 août 2018      | 4 septembre 2021 | 75     | 27        | 25   | 23       | 36%         |          |
| 2    | Ryan Thompson   | Jamaïque    | 4 septembre 2021 | En poste         | 12     | 4         | 4    | 4        | 33.3%       |          |